# Insula Clipperton
Insula Clipperton (în franceză Île de Clipperton) sau Insula pasiunii (franceză: Île de la Passion) este un atol de corali nelocuit în Oceanul Pacific la 1280 km sud-vest de Mexic și la vest de Costa Rica la 10°18′N 109°13′V / 10.300°N 109.217°V. Insula face parte din domeniile statului francez, cu acest titlu fiind sub directa autoritate a primului ministru, autoritate delegată de acesta înaltului comisar al Republicii Franceze în Polinezia Franceză, acesta acordând autorizațiile de vizitare a atolului sau concesiunile de explorare.

## Istoric
Navigatori francezi au descoperit și cartografiat insula în 1711, dar se presupune că aceasta era baza unui pirat, John Clipperton, în jurul anului 1705. Aceștia au explorat-o în câteva rânduri și în 1858 au anexat-o. Ulterior insula a fost ocupată de către mexicani ce au început o exploatare de guano. Ulterior a fost ocupată de Statele Unite iar în 1906 guvernul mexican instalează o bază militară care în urma revoluției mexicane nu a mai fost aprovizionată, ducând la moartea majorității locuitorilor săi. În 18 iulie 1917 un vapor american a recuperat ultimii supraviețuitori, 3 femei și 8 copii.
În 1931 suveranitatea franceză a fost recunoscută internațional printr-o decizie a Curții Internaționale iar în 1944 aceasta este ocupată din nou de Armata Statelor Unite care s-a interesat de posibilitatea instalării unei baze militare. În 1945 insula este retrocedată definitiv Franței și din a doua jumătate a secolului XX este o importantă destinație a expedițiilor științifice ce studiază ecosistemul acesteia.

## Geografie

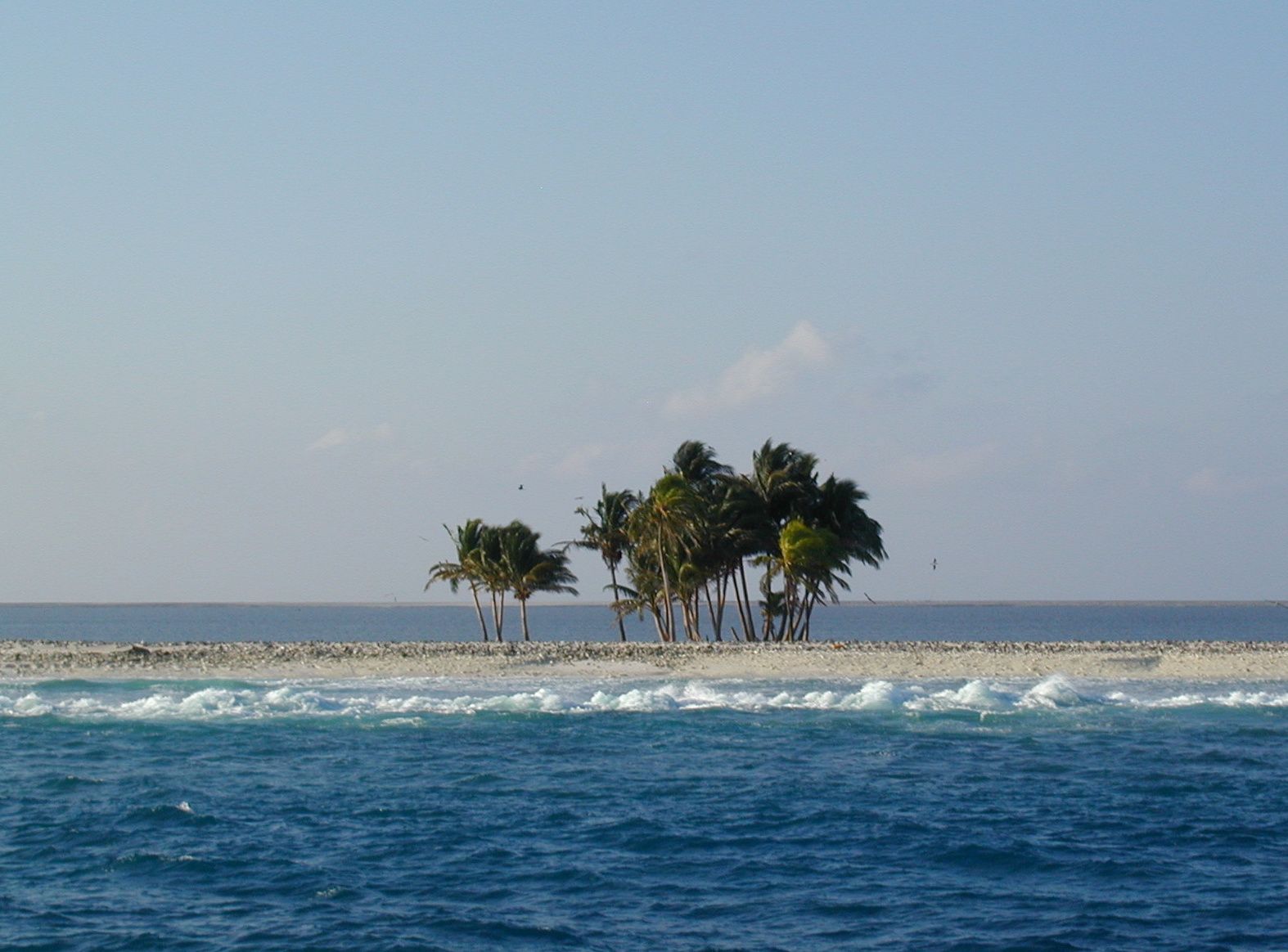
Cocotieri pe insula Clipperton

Insula Clipperton este cel mai mic teritoriu francez în Pacific, aflat la 1280 km de cea mai apropiată coastă, cea de lângă Acapulco din Mexic și la 945 km de Insula Socorro înspre  nord. Cel mai apropiat teritoriu francez sunt Insulele Marchize din Polinezia Franceză, la 4018 km sud-vest. 
Insula se prezintă sub forma unui atol de corali cu o formă circulară, cu o circumferință de aproximativ 12 km. Din suprafața totală de 9 km² laguna reprezintă aproximativ 7 km², restul fiind teren uscat cu o înălțime maximă de 29 m. Datorită faptului că evaporarea apei din lagună este mai lentă decât precipitațiile, apa din aceasta este dulce la suprafață, iar de la 6 m profunzime este sărată și puțin acidă. Adâncimea medie este de 20 m, iar adâncimea maximă este de 90 m, și datorită faptului că laguna este închisă, în interiorul acesteia mediul nu este propice existenței coralilor. 
Insula este lipsită de vegetație mică, în 2001 o expediție numărând doar 674 cocotieri. În timpul colonizării mexicane, au fost introduse numeroase plante și se creșteau porci pe insulă. După dispariția acestora, vegetația mică a dispărut, fiind consumată de diverse păsări și de către crabi, care se găsesc în număr foarte mare în jurul insulei (estimați la peste 11 milioane).

## Resurse
Exploatarea intensivă a fosfaților și a guano-ului la începutul secolului XX au dus la epuizarea acestor rezerve. Principalul interes economic este Zona Economică Exclusivă din jurul insulei, ce, cu o suprafață de 435,612 km² este comparabilă cu suprafața Franței continentale. Cu toate că zona este bogată în pește, tonul este cam singurul tip de pești pescuit, insula permițând Franței să facă parte din Comisia Inter-Tropicală a Tonului (engleză Inter Tropical Tuna Fish Commission).